# グランパスSTADIUM!
『グランパスSTADIUM!』（グランパススタジアム）は、愛知県豊田市・みよし市・長久手市をサービスエリアとするケーブルテレビ局「ひまわりネットワーク」で放映されている、サッカー・Jリーグ所属の名古屋グランパスエイトの情報番組である。
番組は月1回更新で、毎月「月曜日がある週の最初の木曜日」に最初の放送を行い、以降はリピート放送となる。また、番組はひまわりネットワークが所属する「東海ケーブルチャンネル」加盟局でも放映されていた。2011年11月からはスカパー!のスカチャンでも放送が開始され、全国での視聴が可能となった。

## 現在の出演者
- サージ・ロッソ（キャスター）
- 奥ゆり（キャスター）
- Ryo-Ta（ナレーター）

## 以前の出演者
- 市橋大輔（CCNアナウンサー）
- 福井里香
- 牧弘和（コメンテーター。元トヨタ自動車サッカー部選手・監督代行）

## 番組内容
- 前1ヶ月間の試合回顧
- 選手インタビュー
- フォトギャラリー - グランパス情報誌「月刊グラン」などで選手写真を掲載している、渡邊光子（通称「おばちゃん」）撮影の選手写真を、その選手の「お気に入りの1曲」とともに紹介。
- スカパー!×グランパスSTADIUM!SPECIALPROGRAM（スカパークランパススタジアムスペシャルプログラム）-スカチャンでの放送のみ。スカチャンでの本編終了後に放送（スカチャンへの裏送り）。